# Batalion KOP „Dukla”
Batalion KOP „Dukla” – pododdział piechoty, podstawowa jednostka taktyczna Korpusu Ochrony Pogranicza.

## Formowanie batalionu
Batalion KOP „Dukla” został sformowany w drugiej połowie lipca 1939 roku, w Dukli (Okręg Korpusu Nr X), w składzie 2 pułku KOP „Karpaty”.

## Działania batalionu
1 kompania pod dowództwem porucznika Stefana Kazimierczaka, po zakończeniu organizacji, została skierowana do wsi Jaśliska z zadaniem „bardzo dyskretnego rozpoznania przedpola Przełęczy Dukielskiej, zaplanowania stanowisk obrony broni ciężkiej i plutonów strzeleckich”. Obrona przełęczy miała być zorganizowana w rejonie wsi Barwinek. „Przerzut kompanii z Jaślisk na właściwy kierunek do Barwinka miał nastąpić na specjalny rozkaz”. 20 sierpnia 1939 roku porucznik Kazimierczak otrzymał rozkaz przesunięcia kompanii do Barwinka z zadaniem: „zaryglować kierunek ze Słowacji. Przewidzieć obronę przeciwko broni pancernej lub zmotoryzowanej. Do umocnień ziemnych przystąpić natychmiast (...)”. Kompania została wzmocniona II plutonem 1 kompanii ciężkich karabinów maszynowych, plutonem 81 mm moździerzy i dwoma 37 mm armatami przeciwpancernymi wz. 36.
W kampanii wrześniowej walczył w składzie 3 Brygady Górskiej.

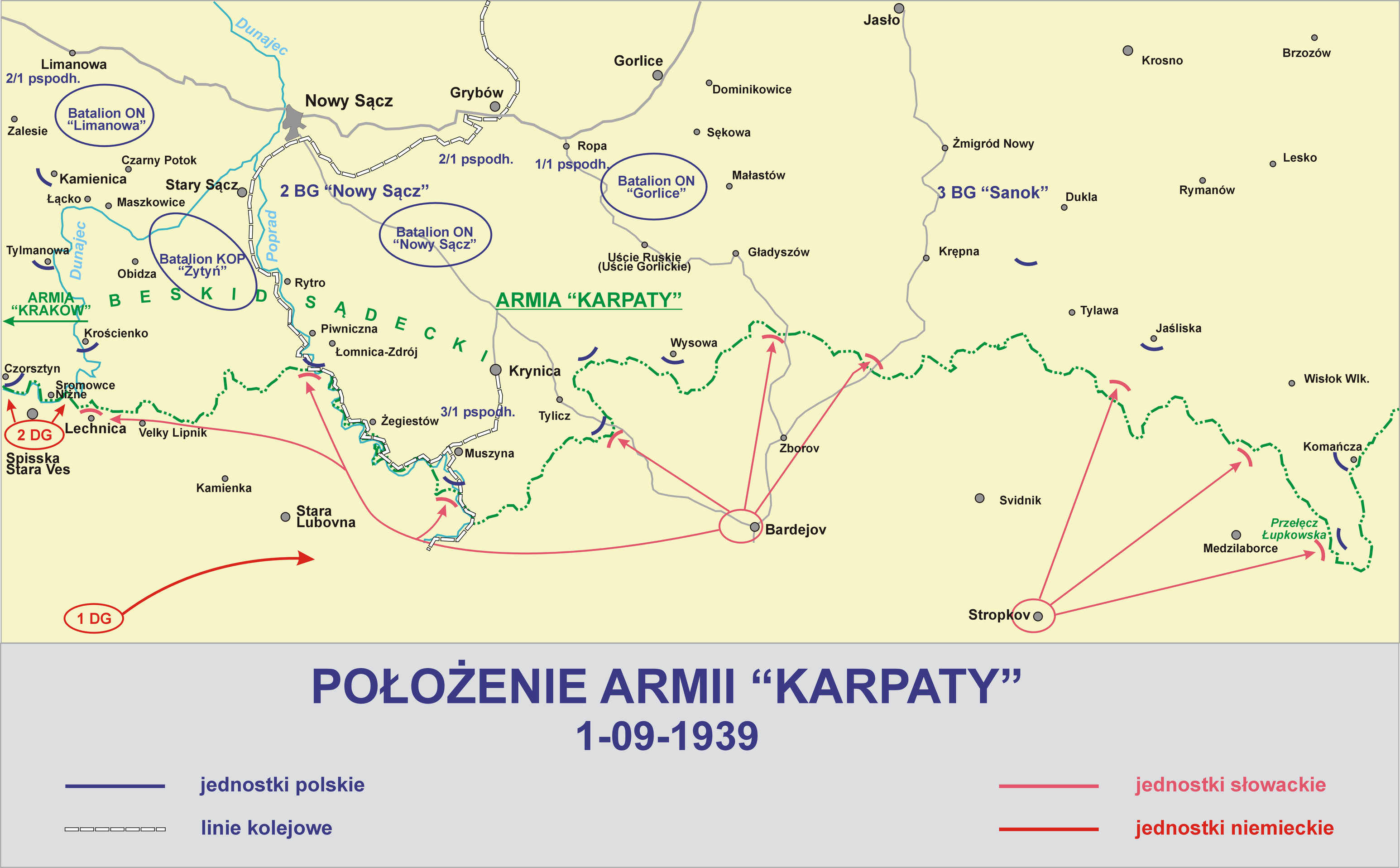

## Struktura organizacyjna i obsada personalna baonu
Organizacja pokojowa batalionu:
- dowództwo batalionu z kwatermistrzostwem
- pluton łączności batalionu
- 1 kompania strzelecka
- 2 kompania strzelecka
- 3 kompania strzelecka
- kompania ckm
- posterunek żandarmerii KOP „Dukla”[b]

Organizacja wojenna i obsada personalna I/2 pp „Karpaty” (baonu KOP „Dukla”)

dowództwo
- dowódca batalionu - mjr Wacław Wawrzyniec Majchrowski[c]
- zastępca - kpt. Michał Fijałek
- adiutant - por. Stefan Lebelt
- dowódca plutonu łączności - kpt. Ignacy Witkowski

1 kompania strzelecka
- dowódca kompanii - kpt. Stefan Kazimierczak
- dowódca I plutonu - por. Rajmund Świętochowski († 2 IX 1939)
- dowódca II plutonu - por. Stanisław Kowalski
- dowódca III plutonu - st. sierż. Wojciech Eliasz

2 kompania strzelecka
- dowódca kompanii - kpt. Tadeusz Pściuk
- dowódca II plutonu - por. Zdzisław Dubicki

3 kompania strzelecka
- dowódca kompanii - por. Władysław Ostrowski
- dowódca I plutonu -
- dowódca II plutonu - por. Tadeusz Gryglaszewski
- dowódca III plutonu - sierż. Bogusław Kupliński

1 kompania ckm
- dowódca kompanii - kpt. Artur Mazurek
- dowódca I plutonu -
- dowódca II pluton - por. Tadeusz Ossowski
- dowódca III plutonu -